# Mokgweetsi Masisi
Mokgweetsi Masisi (ur. 21 lipca 1962 w Moshupa) – botswański polityk, wiceprezydent Botswany w latach 2014–2018, prezydent Botswany w latach 2018–2024.

## Kariera polityczna
Pełnił kolejno funkcje: ministra spraw prezydenckich i administracji publicznej (2011–2014), ministra edukacji (2014–2018) i wiceprezydenta Botswany (2014–2018).
W latach 2009–2018 był deputowanym do parlamentu. Od 1 kwietnia 2017 do 4 kwietnia 2018 sprawował funkcję przewodniczącego Demokratycznej Partii Botswany.